# Rafael Lasso de la Vega
Rafael Lasso de la Vega Iglesias, alias marqués de Villanova (Sevilla, 28 de febrero de 1890 - Ídem, 23 de diciembre de 1959), fue un poeta español modernista vinculado a las vanguardias (Creacionismo, Ultraísmo) y colaborador prominente de la revista Vltra. Vivió mucho tiempo en Florencia, amigo de los poetas herméticos italianos y Romano Bilenchi lo recuerda afectuosamente en su obra Amigos. 

## Biografía
Rafael Lasso de la Vega y Iglesias en Sevilla el 28 de febrero de 1890. A los dieciocho años, Lasso de la Vega se traslada a Madrid donde participa desde muy joven de la bohemia madrileña de principios de siglo. Su figura llena de pintorescas anécdotas las memorias de Cansinos y de González-Ruano. Esa primera etapa está recogida en sus dos primeros libros y en numerosos poemas dispersos por algunas de las revistas más populares de la época, como Blanco y Negro y La Esfera. A partir de 1919 se convierte en uno de los adalides de la vanguardia, colaborando con frecuencia en la revista Vltra. En Vltra, Lasso de la Vega tradujo, indicando que eran inéditos en castellano, los siguientes poemas de Rimbaud: “Después del diluvio” (no 2, 10 de febrero de 1921), “Veinte años” y “vida” (no 4, 1 de marzo de 1921) y “À droite l’aube d’été éveille les feuilles” (no 5, 17 de marzo de 1921), todos pertenecientes a las Iluminaciones. Tristan Tzara lo incluyó en 1920 en la lista de los «présidents Dada», junto a Cansinos, Huidobro y Guillermo de Torre. Esa abundante colaboración queda dispersa en las revistas de vanguardia -no sólo españolas, también francesas como Le Libre Essor o La Vie des Lettres- hasta que Juan Manuel Bonet incluye buena parte de ellas en su monumental edición de Poesía. Es también Bonet quien ha puesto de relieve la mixtificación bibliográfica que Lasso lleva a cabo a partir de 1936, con la publicación de la antología Pasaje de la poesía, que supuestamente recogería poemas escritos entre 1911 y 1927.
En 1936 la vida bohemia de Lasso de la Vega ya ha quedado atrás. Se ha casado con la pianista Florine Baer, ha cambiado su apariencia física y ha hecho realidad sus aspiraciones aristocráticas: firma Pasaje de la poesía como «Marqués de Villanova», título que ya antes había utilizado esporádicamente. A partir de entonces vive en Italia y en París hasta su tardío regreso a España, donde morirá en 1959. Sus libros se convierten fundamentalmente en lujosas autoediciones destinadas a presentarle como un abanderado de la vanguardia española. Para ello, no tiene inconveniente en falsificar las fechas e incluso falsificar materialmente, en los años cuarenta, una primera edición de 1916. En el prólogo a la traducción italiana de Prestigios, aparecida en 1944. Anna Bonetti escribió: «A Villanova (Rafael Lasso de la Vega) se le debe toda la poesía moderna española y no se puede negar que él solo ha abierto la puerta a los renovadores». La poesía de Lasso de la Vega se nos presenta como una de las más variadas, significativas y misteriosas de su tiempo.

## Balada del ultra
Las manos extendidas al aire recogen este aliento que vibra.
Noche hermana de las cumbres celestes. Péndulos del ritmo en el gran acorde sin lengua.
Aquello que es profundo ama el silencio de los signos.
Despierta la ciudad poco a poco bañándose en el río.
El azul enarbola los mástiles viajeros en su inmovilidad.
Todo es un tránsito.
Palabras mías ancladas al movimiento. ¿Quién vio la flecha donde va?
Los animales desconocen la envidia, los hombres la sinceridad.
Es ya de día y no sabemos el color de la levita de Dios.
Canta el esfuerzo. ¿A dónde vamos?
Fábricas, laboratorios. ¿Qué significáis?
Nadie te comprende. Hombre excelso, pies ligeros.
Ultraísmo: alegría de ser poeta.
El mundo pesa mucho
imán que tira de los nombres.
Las frases atan como el hierro y la tierra abruma los hombros de la Humanidad.
Pocos se escapan de su prisión sin muros.
Que os libertéis canta la rana peluda entre la yerba fresca de rocío.
Y el lago verde lleno de burbujas que se rompen bajo las estrellas
muestra sus parajes recónditos de Capella y del Al Aaraaf
¿más allá o más acá del sistema de tres perpendiculares entre sí?
Un siglo perfumista se alborota.
Por todas partes hay periódicos embadurnados de cosmético.
Los teatros, las redacciones, los cafés son peluquerías confortables con todos los adelantos modernos.
Pero nosotros hemos roto las amarras y se va el muelle y todo el puerto
hasta desaparecer detrás de cada hora.
Ultraísmo: la alegría de ser poeta.
Allí donde el silencio se rompió las musas danzaron.
Fragmentos de dioses y ruinas.
Bajo la vegetación nueva aún es bello el viejo friso roto.
Un silencio pasa como el agua sobre el arco.
Cristo el nazareno, inventor de los mendigos, agostó los aljibes.
Arquitectos reconstructores trasiegan moldes.
Parlamentarios agridulces cogen rosas de espinas.
La turbamulta romántica se lamenta de pasiones que no sintió nunca.
Desequilibrados que muestran su miseria se quejan de todo y de sí mismos
como perros aullándole a la luna.
Hoy las musas danzan vestidas de ciudades, de mares y campiñas.
Apolo toma el tranvía para ir a la imprenta.
Y desnudos nos bañamos al sol que estalla bajo todos los meridianos.
Ultraísmo: alegría de ser poeta.
(De la revista ULTRA, en Poemas dispersos del período ultraísta, 1918-1922.)

## Obras
- "Rimas de silencio y soledad" (1910)
- "Las coronas de mirto" (1914)
- "Breviario sentimental" (1914)
- "Prestigios" (1916)
- "Las natividades" (1917)
- "Presencias" (1918)
- "El corazón iluminado y otros poemas" (1919)
- "Galería de espejos" (1919)
- "Creacionismo" (1920)
- "Estampa de Navidad" (1923)
- "Pasaje de la poesía" (1936)
- "Sagitario en la torre" (1936)
- "Arte menor" (1936)
- "El poeta desaparecido" (1940)
- "Oaristes" (1940)
- "Constancias" (1941)